# Hlavové nervy

Inferiorní pohled na mozek a mozkový kmen znázorňující hlavové nervy.
I. – čichový nerv
II. – zrakový nerv
III. – okohybný nerv
IV. – kladkový nerv
V. – trojklaný nerv
VI. – odtahovací nerv
VII. – lícní nerv
VIII. – sluchově rovnovážný nerv
IX. – jazykohltanový nerv
X. – bloudivý nerv
XI. – přídatný nerv
XII. – podjazykový nerv

Mozkové či hlavové nervy, jinak též kraniální nervy (latinsky: Nervi craniales) jsou nervy periferní nervové soustavy, které, na rozdíl od spinálních nervů vystupujících z míchy, vystupují z mozkového kmene (prodloužené míchy, Varolova mostu a středního mozku). Z mozkového kmene vystupuje třetí až dvanáctý hlavový nerv, první[zdroj⁠?!] a druhý hlavový nerv jsou vývojově výchlipkami mozku. U člověka existuje 13 párů hlavových nervů, tradičně jich je ale rozlišováno pouze 12, označovaných číslicemi od I. do XII. Zbývající pár, objevený později, nervus terminalis, je ve skutečnosti první. Aby nebylo nutné měnit tradiční číslování, označuje se číslem 0. Většina anamniot má 17 párů hlavových nervů (oproti blanatým mají navíc nervy postranní čáry).
Společně s míšními (spinálními) nervy tvoří mozkomíšní (cerebrospinální) nervy.

## Hlavové nervy
| #     | název                    | latinsky                   | typ        | původ                            | funkce |
| I.    | čichový nerv             | Nervus olfactorius         | senzorický | koncový mozek                    | Přenáší čichové informace do mozku; vlákna začínají v čichové sliznici nosu. |
| II.   | zrakový nerv             | Nervus opticus             | senzorický | mezimozek                        | Přenáší vizuální informace do mozku; vlákna začínají v oční sítnici. |
| III.  | okohybný nerv            | Nervus oculomotorius       | motorický  | střední mozek                    | Inervuje 4 (ze 6) okohybných svalů a zdvihač očního víčka. |
| IV.   | kladkový nerv            | Nervus trochlearis         | motorický  | střední mozek                    | Inervuje horní šikmý oční sval. |
| V.    | trojklaný nerv           | Nervus trigeminus          | smíšený    | Varolův most                     | Nejsilnější z hlavových nervů inervující obličejovou část hlavy. Dělí se na tři větve: - V1 – 1. větev (Nervus ophtalmicus) oftalmická - Oblast očnice a čela, jde přes fissura orbitalis superior a sinus cavernosus. - V2 – 2. větev (Nervus maxillaris) maxilární - Pro oblast horní čelisti a nosu, z fossa pterygopalatina a foramen rotundum jde krátký kmen přes dolní část boční stěny sinus cavernosus. - V3 – 3. větev (Nervus mandibullaris) mandibulární - Z dolní čelisti jde z fossa infratemporalis pod bázi lební přes foramen ovale. |
| VI.   | odtahovací nerv          | Nervus abducens            | motorický  | Varolův most                     | Inervuje zevní přímý oční sval. |
| VII.  | lícní nerv               | Nervus facialis            | smíšený    | Varolův most                     | Inervuje mimické svaly. Jádro leží ve Varolově mostu; nerv vstupuje ve vnitřním zvukovodu do canalis facialis v pyramidě, prochází okolo středoušní dutiny, vystupuje přes foramen stylomastoideus a uvnitř příušní žlázy se rozvětvuje na horní a dolní větev. |
| VIII. | sluchově rovnovážný nerv | Nervus vestibulocochlearis | senzorický | prodloužená mícha a Varolův most | Přenáší informace o zvuku, rotaci a gravitaci (důležité pro rovnováhu a pohyb); vlákna vychází ze sluchového a polohového ústrojí. |
| IX.   | jazykohltanový nerv      | Nervus glossopharyngeus    | smíšený    | prodloužená mícha                | Inervuje sliznici hltanu, zadní třetinu jazyka a slinné žlázy; umožňuje polykání, přenáší chuť ze zadní třetiny jazyka. |
| X.    | bloudivý nerv            | Nervus vagus               | smíšený    | prodloužená mícha                | Inervuje krční, hrudní a břišní dutiny a svaly hrtanu kromě m. cricothyroideus |
| XI.   | přídatný nerv            | Nervus accessorius         | motorický  | prodloužená mícha                | Inervuje hltan, hrtan, měkké patro, lichoběžníkový sval, kývač hlavy. |
| XII.  | podjazykový nerv         | Nervus hypoglossus         | motorický  | prodloužená mícha                | Inervuje svaly jazyka kromě m. palatoglossus. |